# 大兴区
大兴区是北京市下属的一个区，在北京城的东南。区政府位于黄村镇兴政街，京沪铁路，京九铁路、京沪高速铁路等铁路干线经过大兴区。面积1040平方公里，大兴区东临通州区，南临河北省固安县、霸州市等，西与房山区隔永定河为邻，北接丰台区、朝阳区，东接通州区。大兴距离北京市区最近的郊区，北京的最南部是大兴区的榆垡镇。大兴区的前身大兴县是明清时代北京顺天府的两赤县之一，与宛平县分治北京城，大致包括今天北京市的东城区、朝阳区、大兴区及丰台区的南苑附近地区，县署位于今东城区大兴胡同。
大兴区是1984年国务院批准建设的首都第一批重点发展的卫星城之一，中国（河北）自由贸易试验区大兴机场片区组成部分；北京新城亦庄，即北京经济技术开发区。区人民政府驻兴丰街道兴政街。
大兴区是首都重要的农副食品生产供应基地、高新技术产业基地。大兴区规模以上的企业行业是石油加工、金属制品、食品加工、电子机械、轻纺服装。大兴区庞各庄西瓜远近闻名，每年5月28日至6月4日左右举办大兴西瓜节。大兴西瓜也成为中国农业品牌目录2019农产品区域公用品牌。

## 历史沿革
大兴区最早前身为古蓟县，以建于蓟城地区得名:76。蓟县为春秋战国时期燕国所建。秦始皇二十三年（前224年），秦于蓟城地区置广阳郡，蓟县属之。自汉至隋唐五代，蓟县之建制始终存在。公元前216年，秦令“黔首自实田”，蓟（大兴古时属蓟）农民得以申报土地，缴纳赋税，获得耕地。
辽会同元年（938年），蓟县改名蓟北县，隶属幽都府；辽开泰元年（1012年），蓟北县改名析津县；宋宣和五年至七年（1123—1125年），析津县归宋，隶属燕山府。
金朝贞元元年（1153年）将析津府改为大兴府，次年析津县更名大兴县。
明朝、清朝在北京顺天府设置大兴县，为附廓的两赤县之一。
1928年6月划归河北省，并将县治由北京城内迁至黄村。
1958年划入北京市，北京市南苑区的旧宫、亦庄、瀛海、西红门等地划归大兴，改称大兴区。1960年1月7日改名大兴县:76。1966年文化大革命爆发后，大兴县一度易名红旗县，后恢复原名，同年8月27日更发生大规模屠杀事件，1967年成立大兴县革命委员会，1981年撤销革委会，恢复大兴县人民政府。:60
2001年1月9日，大兴县撤县设区获批，同年4月30日正式挂牌，恢复大兴区。2017年11月18日，大兴区西红门镇新建庄二村新康东路8号聚福缘公寓发生一场重大火灾，19人遇难，引发了备受争议的安全隐患排查整改活动。位于大兴区与廊坊市广阳区交界处的北京大兴国际机场已于2019年9月25日启用，跨越大兴、廊坊两地的中国（河北）自由贸易试验区大兴机场片区也已于2019年8月31日挂牌成立，该片区在大兴区境内占9.97平方公里。

## 行政区划

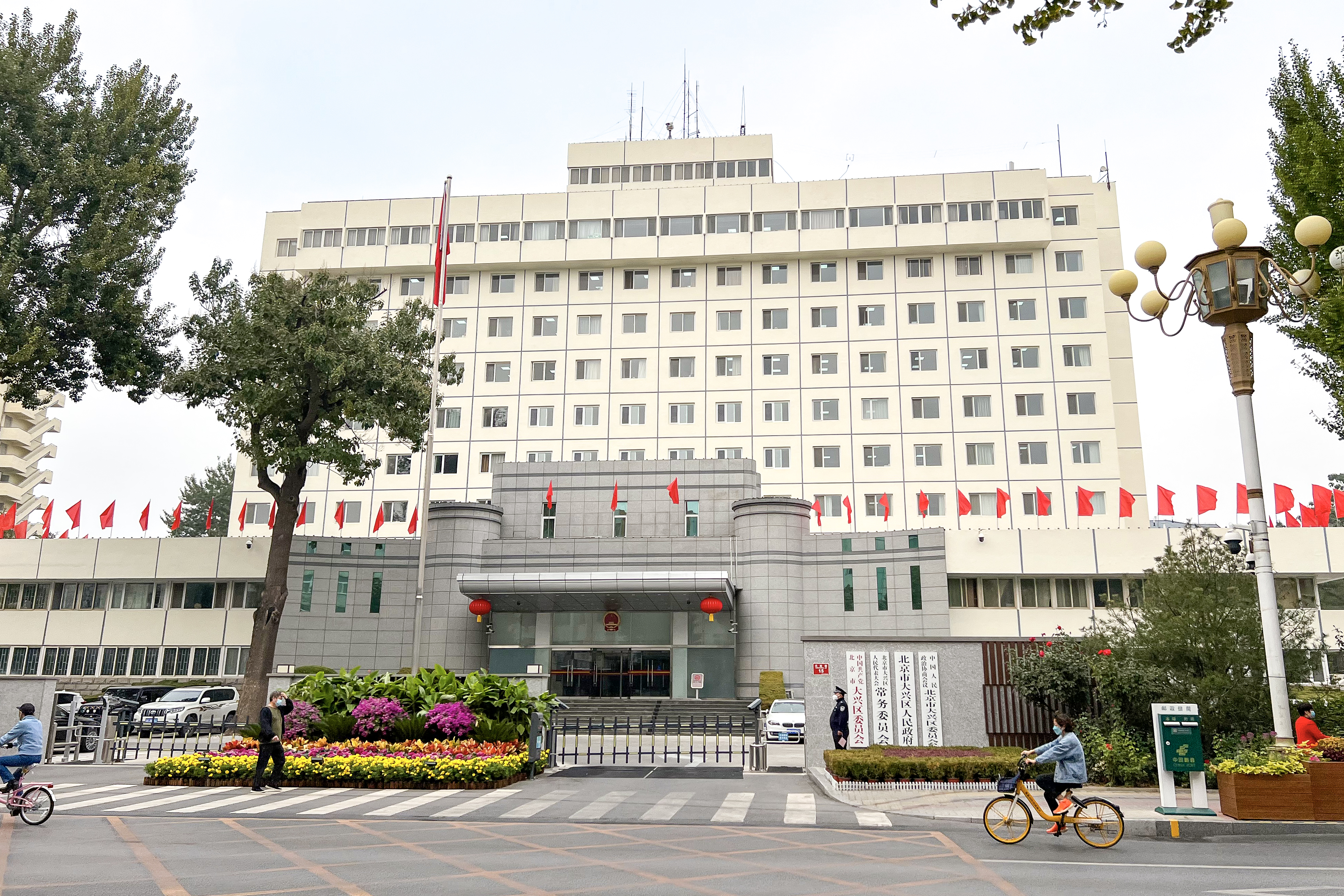
大兴区政府

截止2020年，大兴区辖8街道，5个地区办事处，9个镇及4个类似乡级单位：
兴丰街道、林校路街道、清源街道、亦庄地区、黄村地区、旧宫地区、西红门地区、瀛海地区、观音寺街道、天宫院街道、高米店街道、荣华街道、博兴街道、青云店镇、采育镇、安定镇、礼贤镇、榆垡镇、庞各庄镇、北臧村镇、魏善庄镇、长子营镇、北京经济技术开发区、大兴生物医药产业基地、大兴经济开发区和大兴国际机场。

## 人口
根据第七次人口普查数据，截至2020年11月1日零时，大兴区常住人口为199.36万人。

## 经济

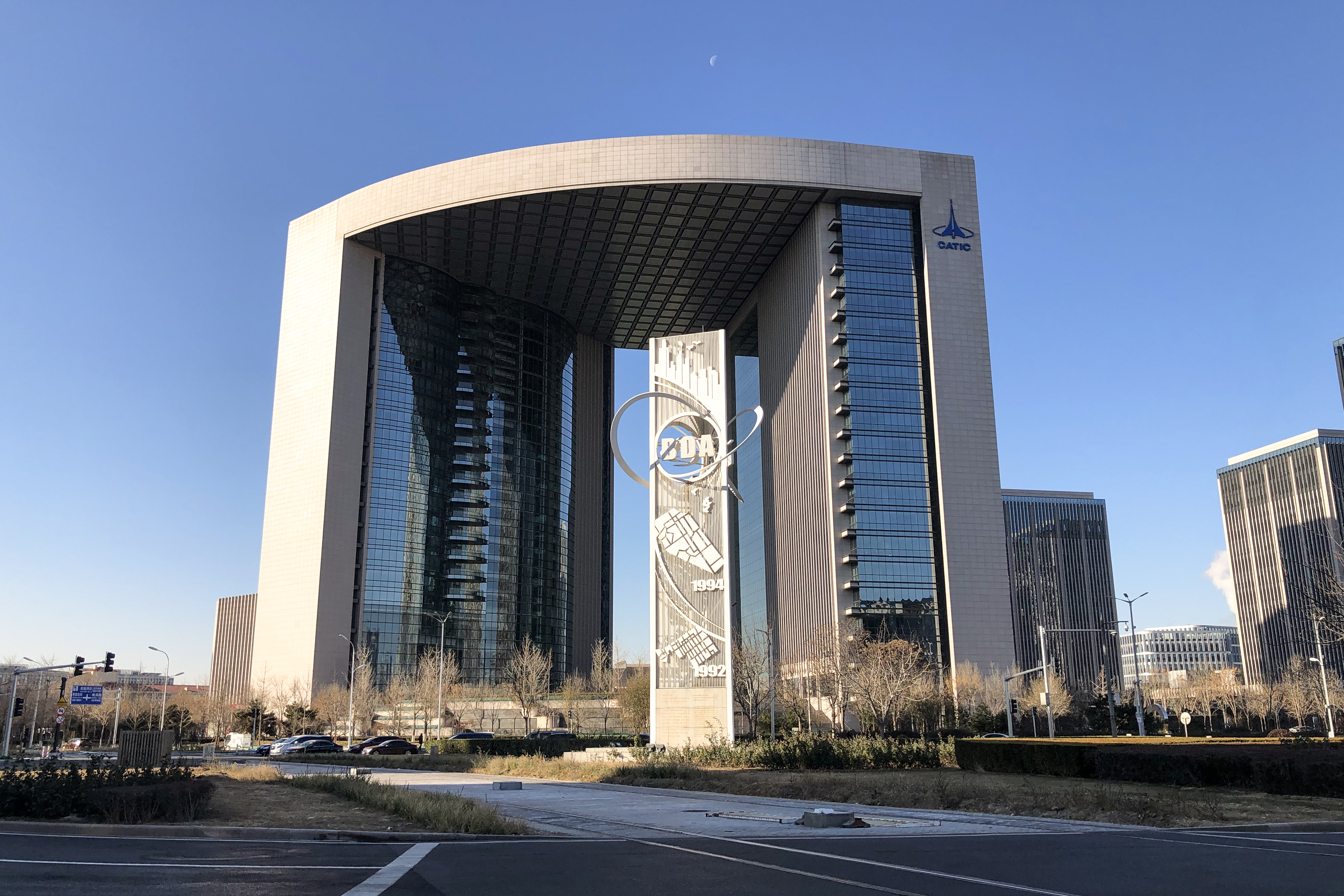
主体位于亦庄地区的北京经济技术开发区

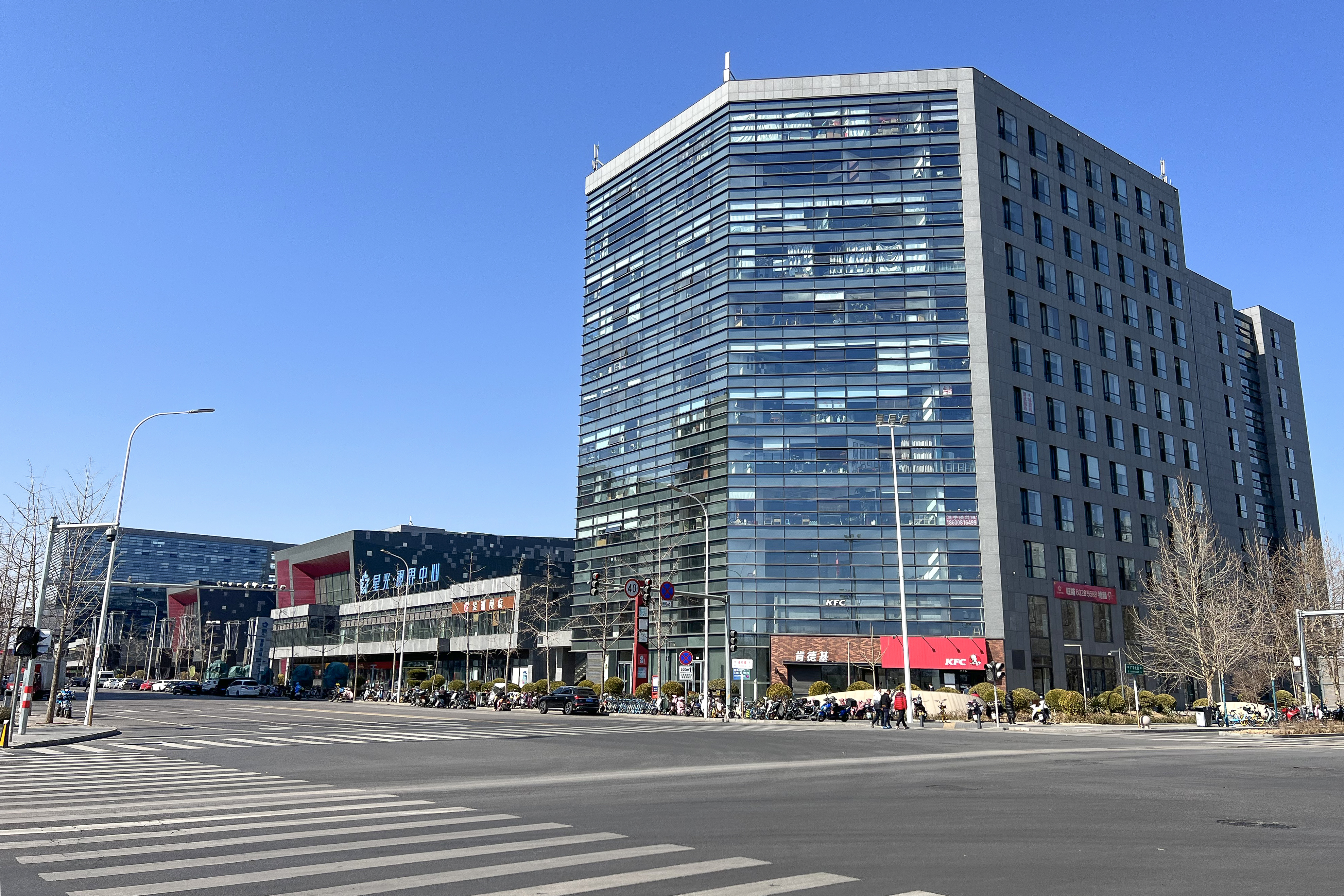
位于国家新媒体产业基地的星光视界中心

位于大兴亦庄的北京经济技术开发区始建于1992年4月，目前主要发展电子信息产业、装备制造产业、生物工程和医药产业、汽车及交通设备产业，京东方、北京奔驰均将总部设于亦庄。此外，大兴区内还设有大兴生物医药产业基地（位于天宫院街道）、国家新媒体产业基地（位于观音寺街道）、北京采育经济开发区（位于采育镇）、北京军民结合产业园（位于长子营镇）等产业园区:182-190。

## 博物馆
- 中国印刷博物馆
- 西瓜博物馆

## 教育

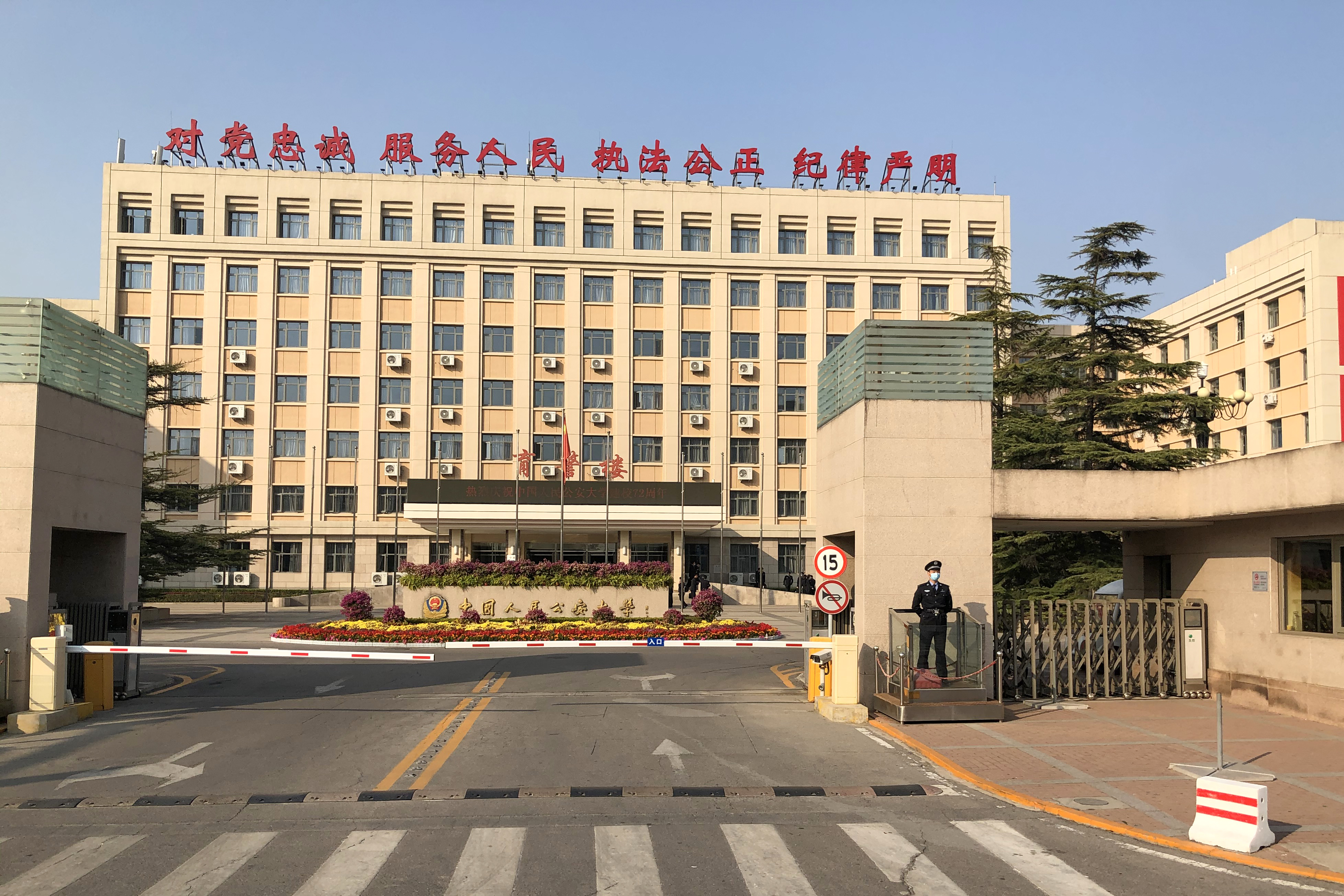
公安大学团河校区

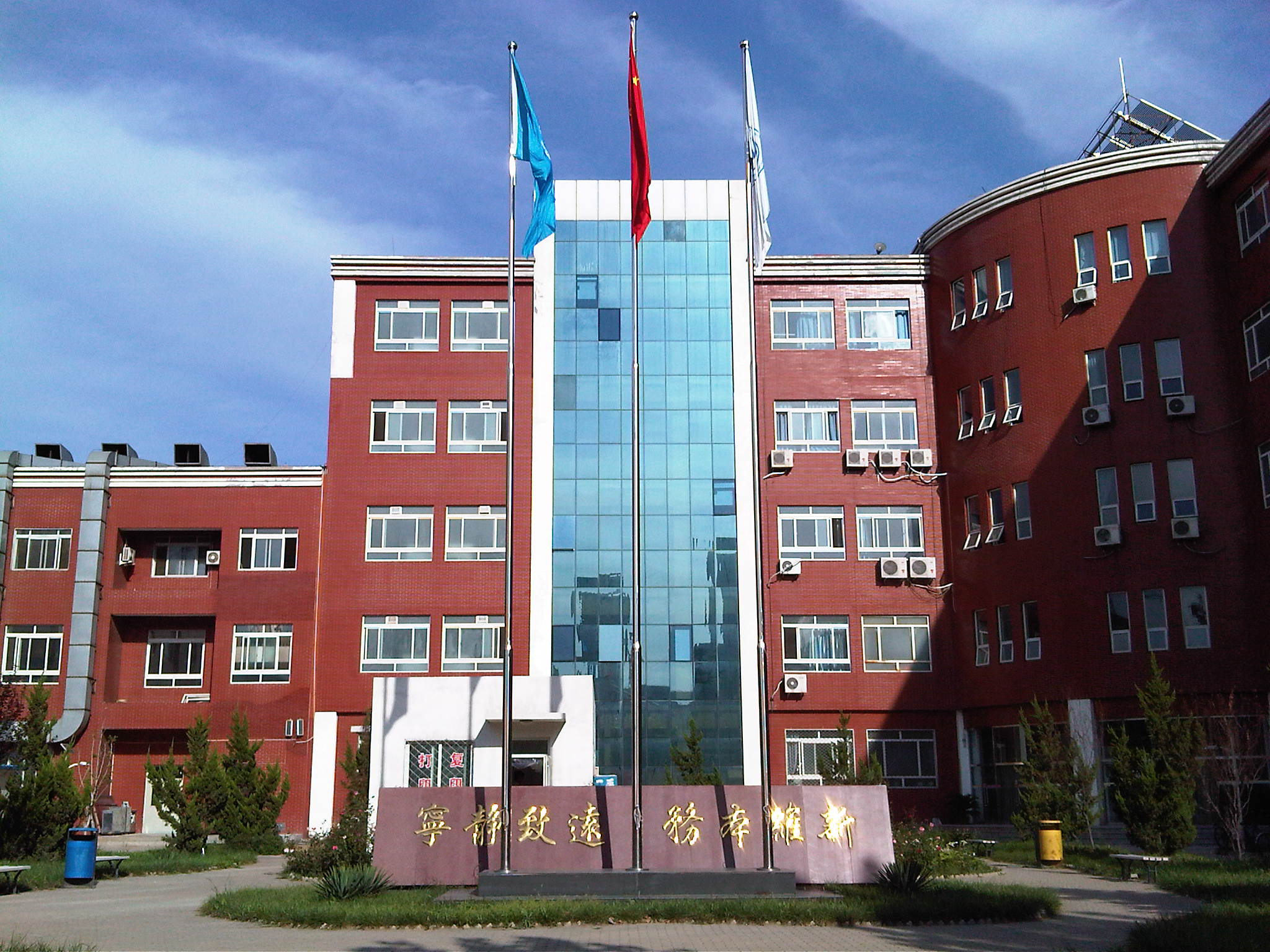
北京石油化工学院

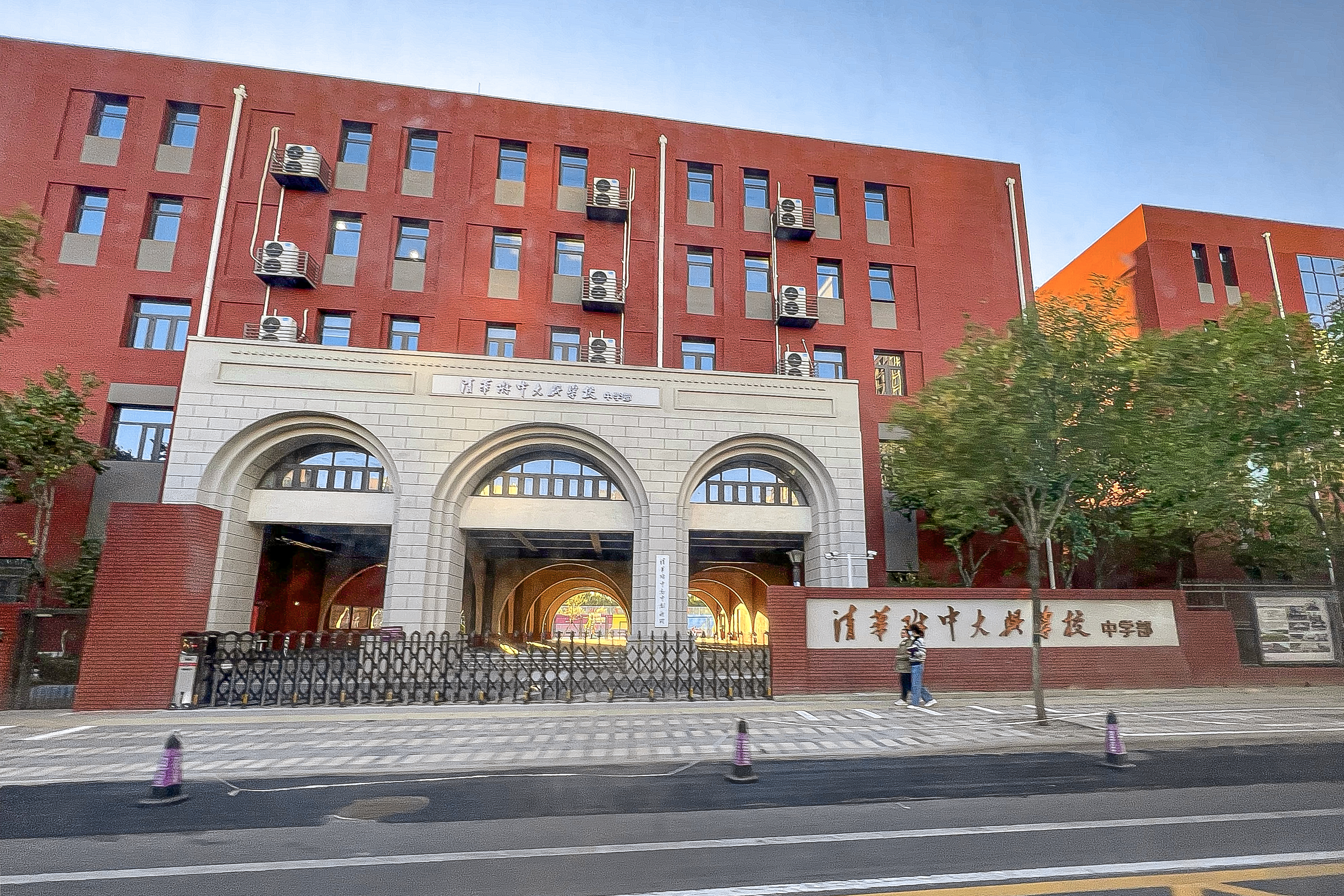
清华附中大兴学校（位于天宫院大兴二职原址）

### 高等院校

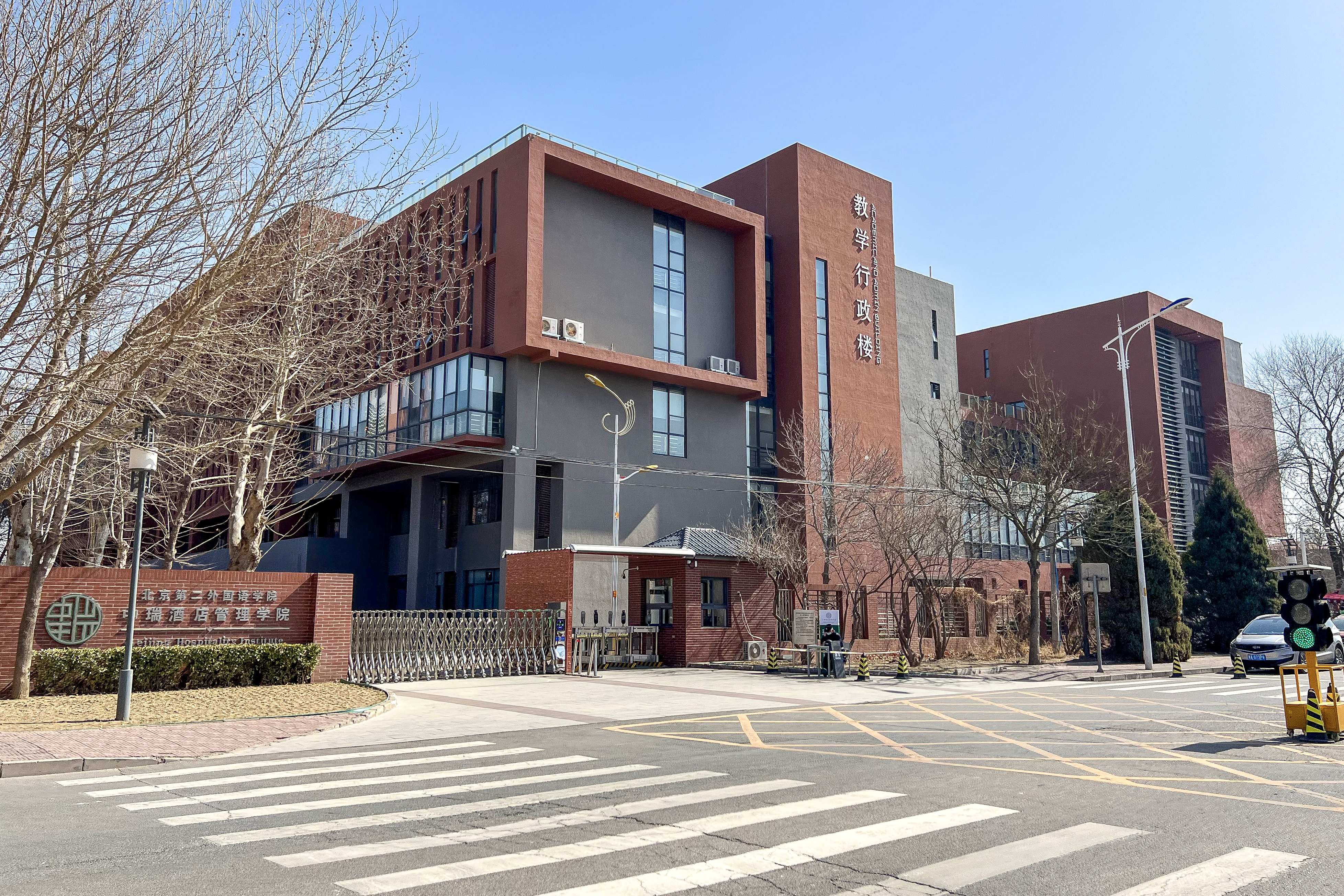
中瑞酒店管理学院

- 北京大学大兴校区
- 中国人民公安大学团河校区
- 北京印刷学院
- 北京建筑大学大兴校区
- 北京电子科技职业学院
- 首都师范大学科德学院
- 北京石油化工学院清源校区
- 北京石油化工学院康庄校区
- 北京政法职业学院
- 北京第二外国语学院中瑞酒店管理学院

### 中学
- 北京市大兴区第一中学
- 北京师范大学大兴附属中学
- 北京建筑大学附属中学大兴五中
- 首都师范大学大兴附属中学
- 清华大学附属中学大兴学校
- 北京亦庄实验中学
- 北京市第八中学亦庄分校

### 其它
- 北京市国际艺术学校、中央文化管理干部学院

## 旅游
- 北京野生动物园
- 龙熙温泉度假酒店
- 星明湖度假村
- 南海子公园（北京麋鹿生态实验中心）

## 交通

### 地铁线路和有轨电车线路
- █ 大兴线
- █ 亦庄线
- █ 8号线
- █ 大兴机场线
- █ 19号线（二期规划中）
- █ 亦庄T1线

### 机场
- 北京大兴国际机场

### 公路
- 106国道、 230国道过境。

### 国铁线路和主要客运火车站
- 京雄城际铁路北京大兴站、大兴机场站（主体位于廊坊市）
- 怀兴城际铁路礼贤站